# Міс Всесвіт Україна
«Міс Всесвіт Україна» — щорічний конкурс краси в Україні, діє з 2006 року. Переможниця представляє Україну на міжнародному конкурсі краси «Міс Всесвіт», співпрацює з громадськими та благодійними організаціями в Україні та світі, посольствами, бере участь у благодійних заходах. Поточна «Міс Всесвіт-Україна»-2025 — Софія Ткачук.
Засновницею та власницею конкурсу протягом довгого часу була Олександра Ніколаєнко-Раффін. З 2015 року президентом конкурсу та власницею ліцензії на проведення конкурсу Міс Всесвіт в Україні є Анна Філімонова.
В 2023 році конкурс змінив назву з «Міс Україна Всесвіт» на «Міс Всесвіт Україна».

## Відбір
Умови участі у конкурсі: вік від 18 років, громадянство України.
Починаючи з 2023 року у конкурсах «Міс Всесвіт Україна» та «Міс Всесвіт» можуть брати участь одружені або розлучені жінки, матері та вагітні жінки. Вимоги до віку також були зняті, єдина вимога — досягнення повноліття.
До складу журі конкурсу щорічно входять зірки кіно і телебачення, спортсмени, підприємці та меценати. Серед журі та гостей були: Наомі Кемпбелл, Дольф Лундгрен, Жан-Клод Ван Дамм, Сильвестр Сталлоне, Джейсон Стейтем, Джоан Коллінз, Томас Андерс, Ерік Трамп, Андрій Шевченко, Сніжана Онопко, Олександр Долгополов, Каролін Возняцкі, Пола Шугарт, «Міс Всесвіт»-2008 Даяна Мендоса, «Міс Всесвіт»-2005 Наталі Глєбова та інші.

## Міс Всесвіт

Логотип конкурсу «Міс Всесвіт Україна» до 2019 р.

Міс Все́світ (англ. Miss Universe) — щорічний міжнародний конкурс краси, один з найпрестижніших конкурсів краси у світі, нарівні з конкурсами Міс Світу, Міс Інтернешнл і Міс Земля. З 1996 по 2015 рік власником конкурсу був Дональд Трамп. З 2015 по 2022 рік власниками та організаторами конкурсу була американська корпорація Endeavor (WME | IMG). У жовтні 2022 року конкурс «Міс Всесвіт» викупила тайська медіакомпанія JKN Global Group, а Енн Джакраютатіп, її генеральна директорка, стала першою жінкою-власницею в історії конкурсу.
Офіси конкурсу знаходяться в Таїланді та Мексиці.

Конкурс проводиться протягом двох-трьох тижнів взимку чергового або поточного року. У 1970—1990-х конкурс тривав місяць, але зараз його тривалість скорочена.
До 2022 року переможниця конкурсу отримувала контракт терміном на один рік та призовий пакет, який включав щомісячну зарплату, послуги стилістів, гардероб, стипендію на дворічне навчання на акторських курсах в New York Film Academy [Архівовано 21 серпня 2008 у Archive.is]. Міс Всесвіт разом з Міс США та Міс США серед тінейджерів рік проживали в елітному районі Нью Йорка, в апартаментах, що були виділені їм організацією конкурсу.
Після 2022 року переможниця конкурсу подорожує світом, відвідує як журі національні конкурси краси, співпрацює з громадськими та благодійними організаціями, розвиває власні соціальні ініціативи, бере участь у благодійних заходах та зборах коштів для благодійних програм.
Поточна «Міс Всесвіт»-2024— Вікторія К'єр Тейлвіг, представниця Данії, яка отримала титул 16 листопада 2024 року в Мексиці.

## Володарки титулу «Міс Всесвіт Україна»
| Рік  | Ім'я                  |
| ---- | --------------------- |
| 1995 | Іріна Черномаз        |
| 1996 | Іріна Борісова        |
| 1997 | Наталія Надточей      |
| 1998 | Олена Спіріна         |
| 1999 | Жанна Піхуля          |
| 2000 | Наталія Швачко        |
| 2001 | Юлія Лінєва           |
| 2002 | Ліліана Горова        |
| 2003 | Лілія Копитова        |
| 2004 | Олександра Ніколаєнко |
| 2005 | Юлія Чернишова        |
| 2006 | Інна Цимбалюк         |
| 2007 | Людмила Бікмулліна    |
| 2008 | Елеонора Масалаб      |
| 2009 | Христина Коц-Готліб   |
| 2010 | Анна Пославська       |
| 2011 | Олеся Стефанко        |
| 2012 | Анастасія Чернова     |
| 2013 | Ольга Стороженко      |
| 2014 | Діана Гаркуша         |
| 2015 | Ганна Вергельська     |
| 2016 | Альона Сподинюк       |
| 2017 | Яна Краснікова        |
| 2018 | Жосан Каріна          |
| 2019 | Анастасія Суббота     |
| 2020 | Єлизавета Ястремська  |
| 2021 | Анна Неплях           |
| 2022 | Вікторія Апанасенко   |
| 2023 | Ангеліна Усанова      |
| 2024 | Аліна Пономаренко     |
| 2025 | Софія Ткачук          |